# NGC 158
NGC 158은 고래자리 방향에 있는 이중성(정확하지 않음)이다.

## 같이 보기
- 이중성
- 신판일반목록 천체 목록